# Bistum Tiraspol

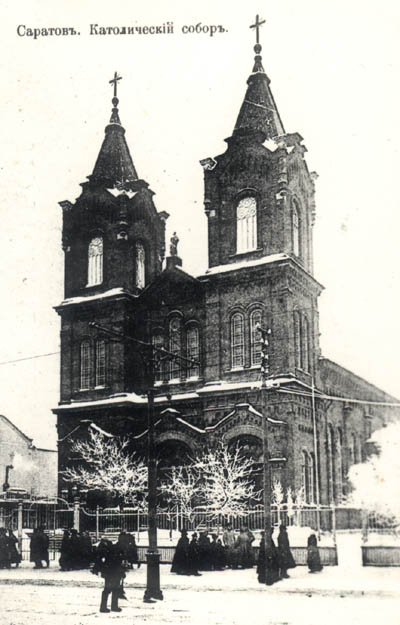
Kathedrale St. Clemens in Saratow (1917); 1936 umgebaut zum Kino Pionier

Das Bistum Tiraspol wurde am 3. Juli 1848 begründet und war ein immediates Bistum in Russland bzw. der Sowjetunion mit Sitz in der russischen Stadt Saratow.
Der Name entstammt der moldauischen Stadt Tiraspol.

## Geschichte
Das Bistum war 1848 aus dem Erzbistum Mahiljou heraus vor allem daher eingerichtet worden, um die Seelsorge der Wolgadeutschen und anderer deutschsprachiger Kolonisten (Schwarzmeerdeutsche), namentlich in Odessa und am Dnepr, besser organisieren zu können. Deshalb wurde es laut Gründungsbulle ausdrücklich als „deutsches Bistum“ errichtet. Außerdem hatte die Diözese auch eine Anzahl armenischer Katholiken und chaldäischer Katholiken in der Jurisdiktion. Das Priesterseminar befand sich in Saratow.
Bereits seit seiner Gründung sah sich die römisch-katholische Kirche starken Anfeindungen seitens der russischen Verwaltung ausgesetzt, was zum Beispiel in einer achtjährigen Sedisvakanz von 1864 bis 1872 seinen Ausdruck fand.
Das Bistum wurde am 11. Februar 2002 aufgehoben, sein Gebiet mit dem in Russland gelegenen Bistum St. Clemens in Saratow vereinigt. Die in der Republik Moldau gelegenen Teile wurden dem neuen Bistum Chișinău zugeschlagen.

## Territorium
Das bischöfliche Seelsorgegebiet lag in einem ausgestreckten Gebiet, das sowohl moldauisches, ukrainisches und russisches Gebiet (bis Samara) umfasste.

## Bischöfe
- Ferdinand Helanus Kahn (1848–1864)
- Franz Xaver von Zottmann (1872–1889)
- Anton Zerr (1889–1902)
- Eduard von der Ropp (1902–1904)
- Josef Alois Kessler (1904–1933)